# ماتیا کروبینی
ماتیا کروبینی (انگلیسی: Mattia Cherubini؛ زادهٔ ۴ مارس ۱۹۸۸) بازیکن فوتبال اهل ایتالیا است.
از باشگاه‌هایی که در آن بازی کرده‌است می‌توان به باشگاه فوتبال کارپی و باشگاه فوتبال پارما اشاره کرد.